# Pavonia lourteigiae
Pavonia lourteigiae är en malvaväxtart som beskrevs av F. R. Fosberg och M.-h. Sachet. Pavonia lourteigiae ingår i släktet påfågelsmalvor, och familjen malvaväxter. Inga underarter finns listade i Catalogue of Life.